# Hot pot
El Hot pot o calder mongol, o de manera menys comuna anomenat fondue xinesa, es refereix a diverses varietats xineses denominades literalment a Àsia "menjar de Vaixell de Vapor". En xinès el "hot pot" es denomina com huoguo (xinès tradicional: 火鍋, xinès simplificat: 火锅, pinyin: huǒguō), on huǒ significa "foc" i guō se refereix a "olla". Altre terme comú en xinès per al "hot pot" és da ben lu (打邊爐) que es tradueix literalment com "colpejant en el costat del pot". El hot pot és un conjunt de menjars que es cuinen en un brou calfe situat en el centre d'una taula. Els aliments d'un hot pot inclouen carn, verdures de fulles, bolets, wontons, ou dumplings i diversos mariscs. El menjar cuinat sol ser després untat en una espècie de salses. En moltes àrees els hot pot se serveixen solament en hivern.

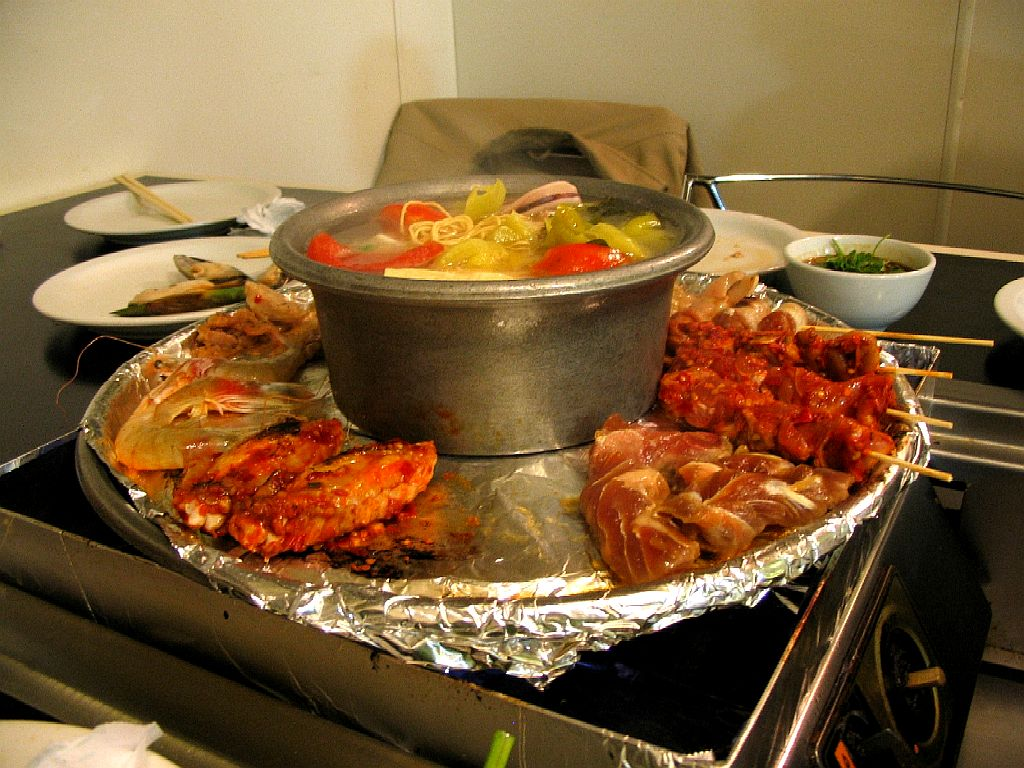
Hot pot llest per a ser servit.

## Història
Es té la creença que el hot pot va tenir el seu origen en la regió de Mongòlia, abans de l'adveniment de l'Imperi Mongol, encara que no hi ha moltes evidències científiques que donen suport a aquesta hipòtesi. Tant la preparació com el mètode i l'equipament emprat són desconeguts en la cuina mongola d'avui en dia. A causa de la complexitat i l'especialització dels utensilis i també per culpa del mètode de menjar i de servir, el hot pot és més adequat en una cultura sedentària. Una cultura nòmada evitaria aquest tipus de preparacions amb tants instruments especialitzats, que s'haurien de portar d'un lloc a un altre durant les migracions.

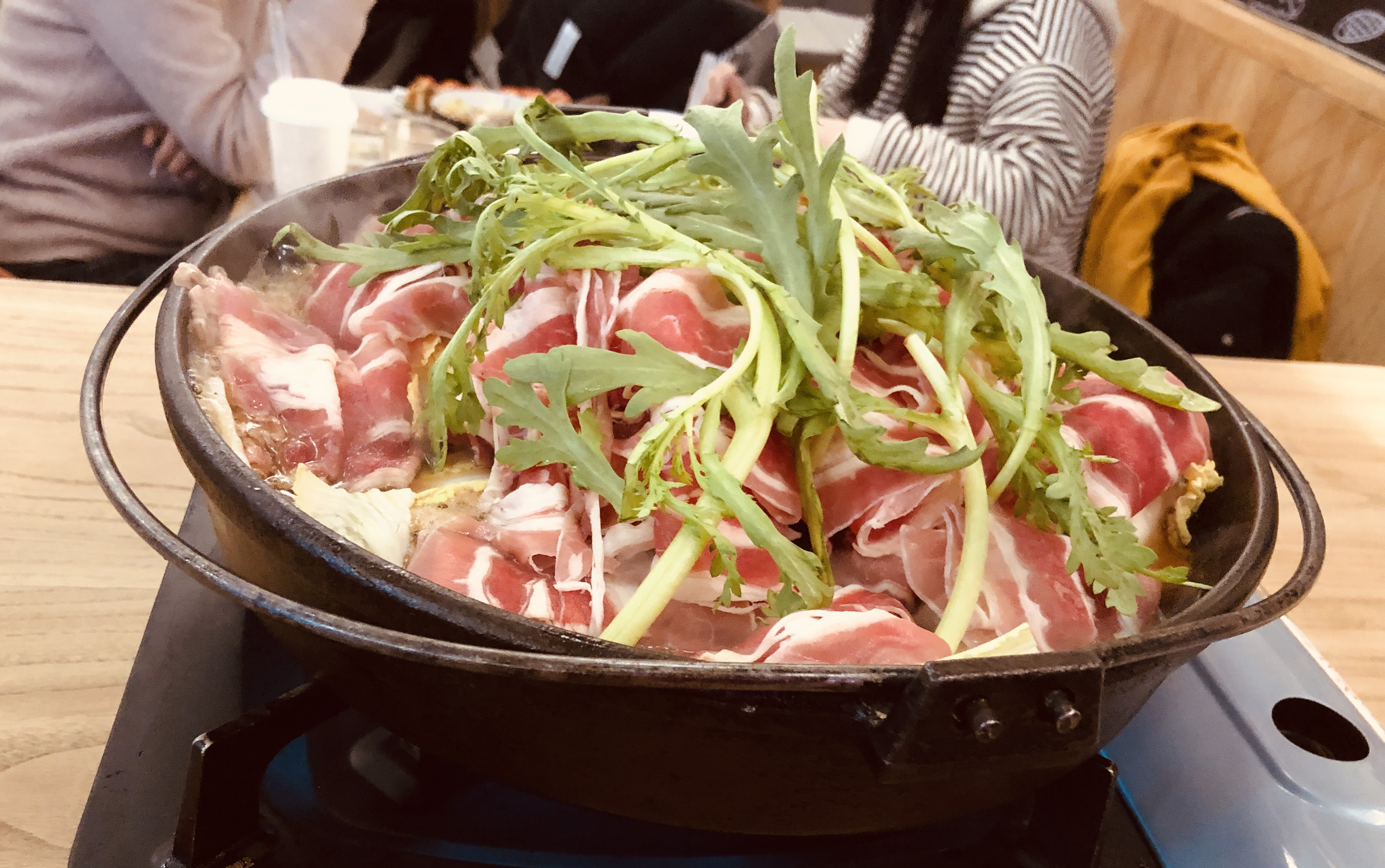
Hot pot amb cansalada.

Altrament, les proves arqueològiques mostren que els primers calders van aparèixer al voltant de la dinastia Han. En els dinars els nobles tenien cadascun un calder personal. Estava fet de bronze, i s'anomenava "Ran Lu" (en xinés: 燃炉). La part principal del "Ran Lu" era un braser per a la crema del carbó, amb un plat de carbó en pols davall i una menuda olla a sobre. Temps més tard, durant la dinastia Qing, el hot pot es va fer popular entre els emperadors. En particular, a l'Emperador Qianlong li agradava molt; i ho menjava en cada àpat. Posteriorment, l'Emperador Jiaqing celebraria un banquet amb calders mongols el 1550 en la seva coronació. Se sap que l'Emperadriu Dowager Cixi també havia gaudit del calder mongol, sobretot durant els mesos d'hivern.